# Taha Yassine Khenissi
 Taha Yassine Khenissi  (sinh ngày 6 tháng 1 năm 1992) là một tiền đạo bóng đá người Tunisia. Hiện tại anh thi đấu cho câu lạc bộ ES de Tunis tại Giải bóng đá hạng nhất quốc gia Tunisia và đội tuyển quốc gia Tunisia.

## Sự nghiệp quốc tế
Tính đến ngày 16 tháng 7 năm 2019, Khenisssi đã có 36 lần ra sân cho đội tuyển quốc gia và ghi được 8 bàn thắng.

## Thống kê sự nghiệp

### Quốc tế
Tính đến trận đấu diễn ra ngày 30 tháng 11 năm 2022 
| ĐTQG Tunisia |         |           |
| Năm          | Số trận | Bàn thắng |
| 2013         | 1       | 0         |
| 2014         | 0       | 0         |
| 2015         | 8       | 1         |
| 2016         | 3       | 2         |
| 2017         | 11      | 2         |
| 2018         | 5       | 1         |
| 2019         | 9       | 2         |
| 2022         | 13      | 1         |
| Tổng cộng    | 50      | 9         |

### Bàn thắng quốc tế
Tính đến trận đấu diễn ra ngày 22 tháng 9 năm 2022. Tỉ số của Tunisia liệt kê đầu tiên, cột tỉ số biểu thị tỉ số sau mỗi bàn thắng của Khenissi.
| # | Ngày                | Địa điểm                                                            | Trận thứ | Đối thủ  | Tỉ số | Kết quả | Giải đấu           |
| - | ------------------- | ------------------------------------------------------------------- | -------- | -------- | ----- | ------- | ------------------ |
| 1 | 9 tháng 10 năm 2015 | Sân vận động Olympique de Radès, Radès, Tunisia                     | 5        | Gabon    | 1–0   | 3–3     | Giao hữu           |
| 2 | 3 tháng 6 năm 2016  | Sân vận động Ville, Thành phố Djibouti, Djibouti                    | 10       | Djibouti | 3–0   | 3–0     | Vòng loại CAN 2017 |
| 3 | 4 tháng 9 năm 2016  | Sân vận động Mustapha Ben Jannet, Monastir, Tunisia                 | 11       | Liberia  | 2–0   | 4–1     | Vòng loại CAN 2017 |
| 4 | 23 tháng 1 năm 2017 | Sân vận động Angondjé, Libreville, Gabon                            | 16       | Zimbabwe | 3–0   | 4–2     | CAN 2017           |
| 5 | 11 tháng 6 năm 2017 | Sân vận động Olympique de Radès, Radès, Tunisia                     | 20       | Ai Cập   | 1–0   | 1–0     | Vòng loại CAN 2019 |
| 6 | 9 tháng 9 năm 2018  | Trung tâm Thể thao Mavuso, Manzini, Swaziland                       | 26       | Eswatini | 1–0   | 2–0     | Vòng loại CAN 2019 |
| 7 | 16 tháng 6 năm 2019 | Sân vận động Olympique de Radès, Radès, Tunisia                     | 27       | Burundi  | 1–0   | 2–1     | Giao hữu           |
| 8 | 8 tháng 7 năm 2019  | Sân vận động Ismailia, Ismailia, Ai Cập                             | 28       | Tunisia  | 1–0   | 1–1     | CAN 2019           |
| 9 | 22 tháng 9 năm 2022 | Sân vận động Omnisports Du Chemin De Ronde, Croissy-sur-Seine, Pháp | 47       | Comoros  | 1–0   | 1–1     | Giao hữu           |